# Robert Trösch

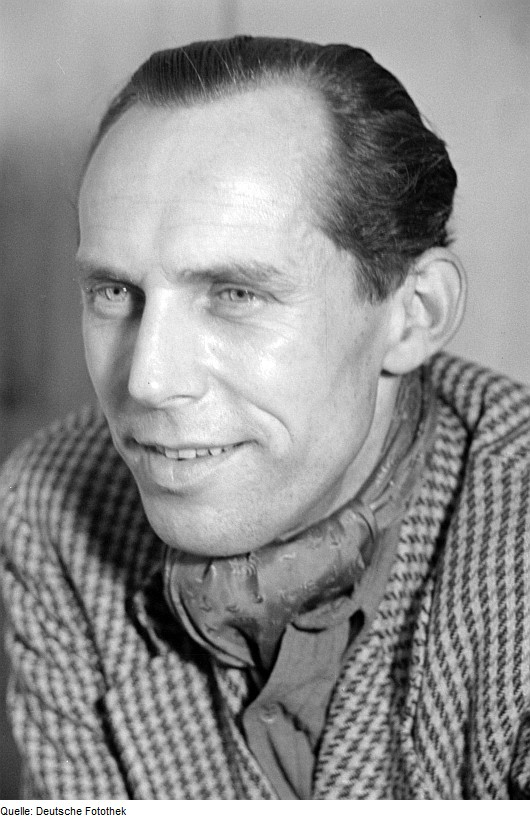
Robert Trösch (1947)

Robert Trösch; geboren als Robert Erich Kohli (* 25. November 1911 in Zürich; † 14. Januar 1986 in Ost-Berlin) war ein aus der Schweiz stammender kommunistischer Schauspieler und Regisseur. Trösch lebte ab 1946 in Ost-Berlin und führte dort unter anderem Regie an der Volksbühne und am Deutschen Theater, trat in DEFA-Filmen auf und arbeitete als Rezitator.

## Leben
Robert Kohli war der Sohn von Luise Hedwig Kohli und erhielt 1919 durch Adoption den Familiennamen Trösch. Er erlernte die Schauspielkunst autodidaktisch und trat zuerst im Zürcher Marionettentheater auf. Trösch war Kommunist und ging Anfang der 1930er Jahre nach Berlin, wo er mit der Truppe 1931 von Gustav von Wangenheim auftrat. Nach der „Machtergreifung“ ging Trösch 1933 zurück in die Schweiz. Eine Zeit lang arbeitete er als Landarbeiter, bis ihn Erika Mann für das Kabarett Die Pfeffermühle engagierte, dem er bis 1934 angehörte. Ab 1936 gehörte er zum Ensemble des Schauspielhauses Zürich. Dort knüpfte er in den 1930er Jahren weitere Kontakte zu deutschen Emigranten. Im Jahr 1936 übernahm er in dem antifaschistischen Film Kämpfer unter der Regie von Gustav von Wangenheim die Rolle des Otto. Der Film wurde in der Sowjetunion gedreht und produziert.
Zwischen 1933 und 1943 trat Trösch in mehreren in der Schweiz produzierten Spielfilmen u. a. des Regisseurs Leopold Lindtberg auf. Am Schauspielhaus Zürich bildete sich eine Gruppe des 1942 gegründeten Nationalkomitees Freies Deutschland (NKFD). Die Zusammenarbeit mit dieser NKFD-Gruppe ermöglichte Trösch ab 1946 die Arbeit an Theatern in Ost-Berlin, wohin er 1946 umsiedelte. Von 1950 bis 1952 leitete er dort die Neue Bühne im Haus der Kultur der Sowjetunion. In der DDR spielte er in einer Reihe von DEFA-Filmen, führte auch selbst Regie bei Fernsehfilmen und -produktionen, bspw. beim Hallenser Fernsehtheater Moritzburg, an dem er auch als Schauspieler wirkte, und trat als Rezitator und als Sänger auf. Seine langjährige Lebensgefährtin war die Schauspielerin Georgia Kullmann.
1959 wurde er mit dem Kunstpreis der DDR ausgezeichnet.

## Theaterinszenierungen unter Regie von Trösch (Auswahl)
- 1951: Boris Djacenko: Menschen an der Grenze – (Haus der Kultur der Sowjetunion – Neue Bühne Berlin)
- 1954: Wassilij Schwarkin: Ein fremdes Kind[4]
- 1956: Curt Corrinth: Trojaner – Regie mit Benno Bentzin (Theater der Freundschaft)
- 1966: Wladimir Majakowski Lenin-Poem, gewidmet dem 20. Jahrestag der SED.[5]
- 1968: Paul Berndt, Gerd Focke: Geschäft um einen Toten (Fernsehtheater Moritzburg)
- 1968: Günther Feustel: Großvater und das Diplom (Fernsehtheater Moritzburg)
- 1972: Henry Becque: Die Pariserin (Fernsehtheater Moritzburg)
- 1972: Eugène Labiche: Ein Florentinerhut (Fernsehtheater Moritzburg)
- 1973: Gerd Focke: Der große Coup des Waldi P. (Fernsehtheater Moritzburg)
- 1974: Dieter Müller: Das geheimnisvolle Doppelleben des Edgar Fabian (Fernsehtheater Moritzburg)
- 1974: Jerzy Stefan Stawiński: Die Scheidung. Kleine Szenen aus dem Privatleben (Fernsehtheater Moritzburg)
- 1974: Chris Hornbogen: Spätpodium: Natürlich auf ein Neues (Fernsehtheater Moritzburg)
- 1984: Heinz Drewniok: Spielgefährten: Karl und Kasimir (Fernsehtheater Moritzburg)

## Filmografie (Auswahl)
Schauspieler
- 1933: Wie d’Warret würkt
- 1935: Jä-soo!
- 1936: Kämpfer, Regie: Gustav von Wangenheim
- 1938: Füsilier Wipf, Regie: Leopold Lindtberg
- 1939: Kriminalkommissar Studer (Wachtmeister Studer), Regie: Leopold Lindtberg
- 1940: Ist Dr. Ferrat schuldig? (Dilemma), Regie: Edmund Heuberger
- 1941: Landammann Stauffacher, Regie: Leopold Lindtberg
- 1941: Margritli und d’Soldate – Ernstes und Heiteres aus der Grenzbesetzung, Regie: August Kern
- 1943: Wilder Urlaub, Regie: Franz Schnyder
- 1948: Und wieder 48
- 1950: Saure Wochen – frohe Feste
- 1952: Roman einer jungen Ehe
- 1954: Ernst Thälmann – Sohn seiner Klasse, Regie: Kurt Maetzig
- 1955: Star mit fremden Federn
- 1959: Fernsehpitaval: Der Fall Jakubowski (Fernsehreihe)
- 1960: Flucht aus der Hölle (Fernsehmehrteiler), Regie: Hans-Erich Korbschmitt
- 1965: Das Streichquartett (Fernsehtheater Moritzburg), Inszenierung: Kurt Jung-Alsen
- 1967: Die Panne (Fernsehtheater Moritzburg), Inszenierung: Celino Bleiweiß
- 1969: Abendbesuch (Fernsehtheater Moritzburg), Regie: Jochen Zimmermann
- 1969: Skandal auf Schloß Eisenstuck (Fernsehtheater Moritzburg), Regie: Jochen Zimmermann
- 1970–1971: Zollfahndung (Fernsehserie, 13 Folgen), Regie: Celino Bleiweiß
- 1971: Optimistische Tragödie (TV)
- 1972: Spätpodium: Sie Schauspieler, Sie! (Fernsehtheater Moritzburg), Inszenierung: Richard Schrader
- 1973: Aus dem Leben eines Taugenichts, Regie: Celino Bleiweiß
- 1976: Nelken in Aspik, Regie: Günter Reisch
- 1983: Insel der Schwäne, Regie: Herrmann Zschoche

Regie
- 1954: Das Osterhasenfell (Fernsehspiel für Kinder), Regie: Robert Trösch
- 1963: Irrungen, Wirrungen (Fernsehspiel), Inszenierung: Robert Trösch
- 1976: Der Lampenschirm (Fernsehfilm), Regie: Robert Trösch
- 1984: Spielgefährten: Karl und Kasimir (Fernsehtheater Moritzburg), Inszenierung: Robert Trösch

## Synchronrollen (Auswahl)
- 1957: Yves Montand als Mario in Lohn der Angst
- 1957: Yves Montand als John Proctor in Die Hexen von Salem (DDR-Synchron)

## Hörspiele
- 1952: Friedrich Karl Kaul / Günther Cwojdrak: Chicago 1886 – Regie: Gottfried Herrmann (Berliner Rundfunk)
- 1966: Siegfried Pfaff: Detektiv Martin: Es spukt im Knusperhaus (Konditor Knusprig) – Regie: Manfred Täubert (Kinderhörspiel – Rundfunk der DDR)
- 1968: Gerhard Rentzsch: Am Brunnen vor dem Tore (Breitenbach) – Regie: Hans Knötzsch (Hörspiel – Rundfunk der DDR)
- 1969: Fritz Selbmann: Ein weiter Weg – Regie: Fritz-Ernst Fechner (Hörspiel (8 Teile) – Rundfunk der DDR)
- 1974: Alexander Wolkow: Der Zauberer der Smaragdenstadt (Holzfäller) – Regie: Maritta Hübner (Kinderhörspiel – Rundfunk der DDR)